# Guang'an
Guang'an (广安 ; pinyin : Guǎng'ān) est une ville de la province méridionale du Sichuan en Chine. La population totale de sa juridiction est de 4 443 000 habitants.
Guang'an est la ville natale de Deng Xiaoping.

## Subdivisions administratives
La ville-préfecture de Guang'an exerce sa juridiction sur cinq subdivisions - un district, une ville-district et trois xian :
- le district de Guang'an - 广安区 Guǎng'ān Qū ;
- la ville de Huaying - 华蓥市 Huāyíng Shì ;
- le xian de Yuechi - 岳池县 Yuèchí Xiàn ;
- le xian de Wusheng - 武胜县 Wǔshēng Xiàn ;
- le xian de Linshui - 邻水县 Línshuǐ Xiàn.